# Kurapaty

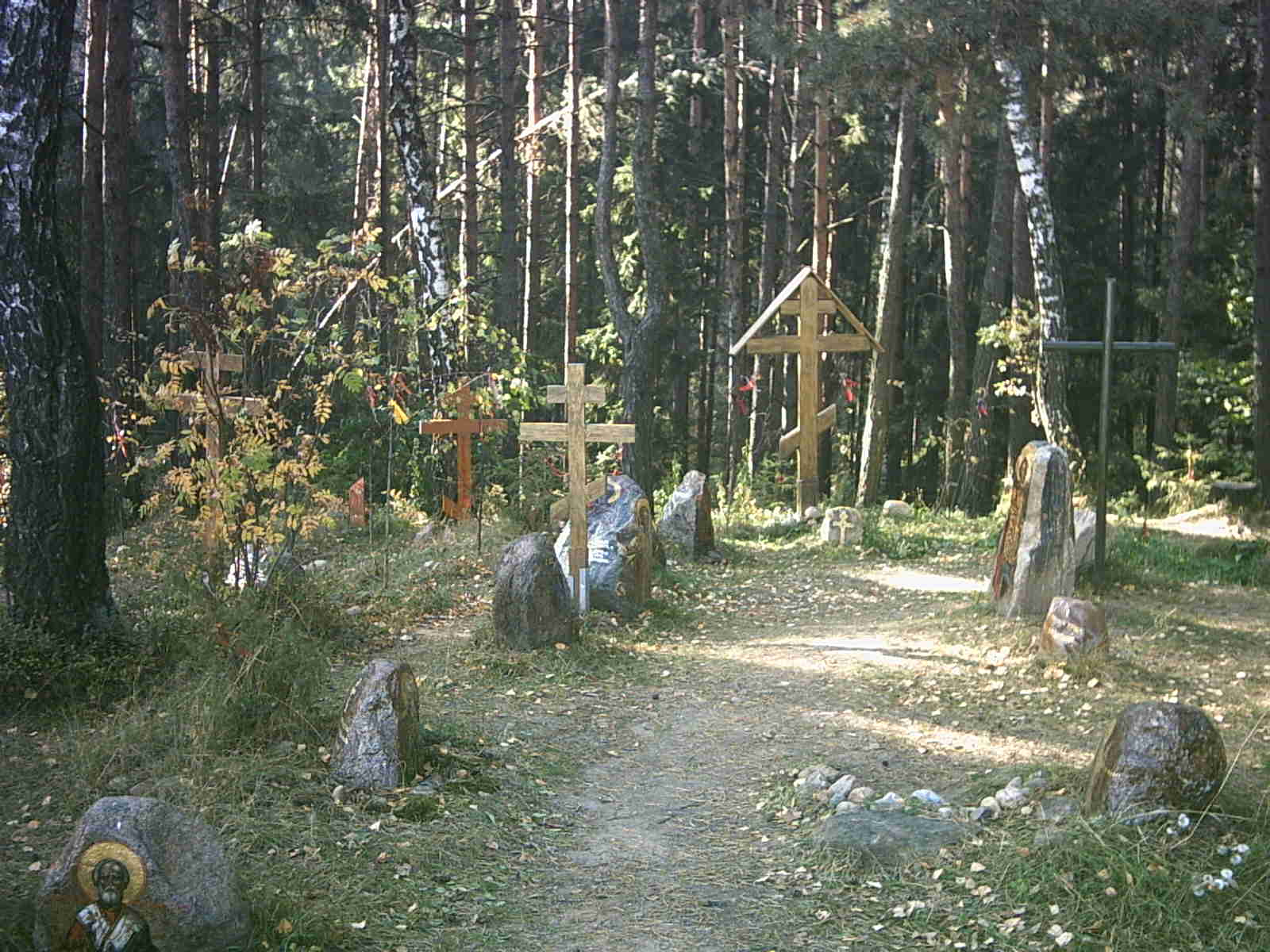
Die Gedenkstätte Kurapaty bei Minsk

Kurapaty (belarussisch Курапаты; russisch Куропаты Kuropaty; polnisch Kuropaty) ist ein ca. 10 bis 15 ha großes, bewaldetes Gelände nahe Minsk, auf dem das sowjetische NKWD im Zeitraum von 1937 bis 1941 tausende Menschen zunächst mit LKWs heranschaffen, vornehmlich durch Erschießen ermorden und hinterher in Massengräbern verscharren ließ. Die Schätzungen über die Zahl der Opfer reichen von 7.000 bis zu 250.000. Der erste Haupttäter war der belarussische Volkskommissar des Inneren Boris Berman, der 1939 selbst hingerichtet wurde.
Die sowjetischen Behörden hielten die Wahrheit über dieses Verbrechen viele Jahre geheim. Sie versuchten mehrmals, die Massengräber zu beseitigen und ließen viele sterbliche Überreste wegbringen. Die sowjetische Staatspropaganda behauptete, dass in Kurapaty Opfer der „faschistischen deutschen Okkupation“ begraben seien.

## Geschichte
Sianon Pasniak, ein belarussischer Archäologe und Historiker, führte Ende der 1980er Jahre die ersten Ausgrabungen in Kurapaty aus. Seine Entdeckungen und viele Angaben von Zeugen, die in den 1930er Jahren in den Nachbardörfern gelebt hatten, bestätigten, dass es sich um belarussische Opfer des NKWD handelte. Insgesamt fand man 510 Gräber mit durchschnittlich etwa 200 Leichen. Diese Entdeckungen gaben der pro-demokratischen Unabhängigkeitsbewegung in Belarus in den letzten Jahren vor dem Zerfall der Sowjetunion Auftrieb.
1988 kamen Zehntausende nach Kurapaty, um der Opfer zu gedenken. Die belarussische Volksfront (belarussisch Адраджэньне Adradschenne, deutsch ‚Wiedergeburt‘) nahm bei den ersten Treffen in Kurapaty ihre Arbeit auf. In jenen Jahren wurde damit begonnen, Kreuze in Kurapaty zu errichten und ein „Volksdenkmal“ zu schaffen.
Bill Clinton besuchte 1994 Kurapaty und stiftete ein Denkmal. Das Denkmal wurde bisher dreimal von Unbekannten beschädigt, aber wieder restauriert.
Ein Zwischenfall begann am 20. September 2001, am Tage der Wiederwahl Aljaksandr Lukaschenkas, die von westlichen Beobachtern als „undemokratisch“ bezeichnet wurde: Mitglieder der belarussischen Volksfront verteidigten Kurapaty über sechs Wochen lang gegen Bulldozer, welche nach offizieller Lesart eine nah gelegene Umgehungsstraße für Minsk ausbauen sollten, wobei tatsächlich aber viele Kreuze zerstört und zusätzliche Aufschüttungsarbeiten durchgeführt wurden. Am 8. November 2001, einen Tag nach dem Jahrestag der Oktoberrevolution, begann das Regime eine neue Offensive in Kurapaty: Traktoren zerstörten die Gräber. Bürger verteidigten die Stätte als „Heiligtum“ und trugen Kreuze mit sich. Viele wurden von Polizeibeamten verprügelt und verhaftet, mehr als 100 Kreuze wurden vernichtet, Widerstand Leistende wurden vor Gericht gestellt und verurteilt. Ebenso zeigte das belarussische Staatsfernsehen mehrmals den Film „Kinder der Lüge“, in welchem das Massaker von Kurapaty den Nazis unterstellt wurde.
Die jüdische Gemeinde in Belarus errichtete am 29. Oktober 2004 ein Mahnmal zum Gedenken an die jüdischen und anderen Opfer. Der braune Granitstein trägt eine jiddische und eine belarussische Aufschrift: „Unseren Glaubensbrüdern – Juden, Christen und Muslimen – den Opfern des Stalinismus von den belarussischen Juden.“
Seit 2007 erforscht eine Gruppe junger belarussischer Wissenschaftler zu Einzelschicksalen der sowjetischen Repression in Belarus und hat hierzu ein Virtuelles Museum über die sowjetische Repression in Belarus geschaffen, in dem neben Kurapaty auch andere Erinnerungsstätten vorgestellt werden.
Am 4. April 2019 ließen die Behörden etwa 70 Kreuze zerstören und diejenigen, die dagegen protestierten, darunter ehemalige politische Häftlinge und alte Menschen, verhaften.
Am 21. August 2020 wurde im Rahmen der Proteste in Belarus 2020 eine Menschenkette vom Okrestino-Gefängnis bis nach Kurapaty gebildet.

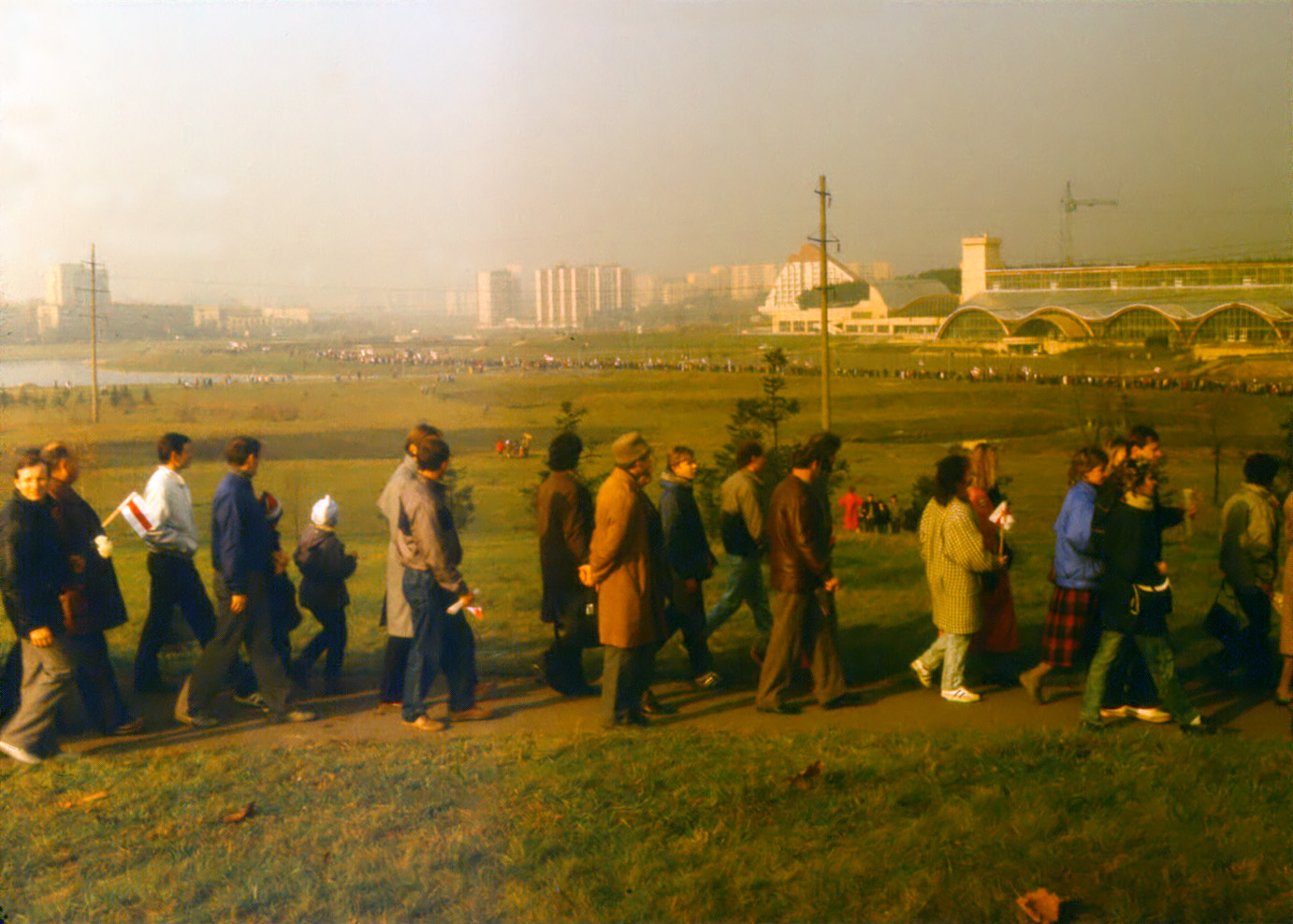
Kurapaty 1989 (Kalinowski-Straße)
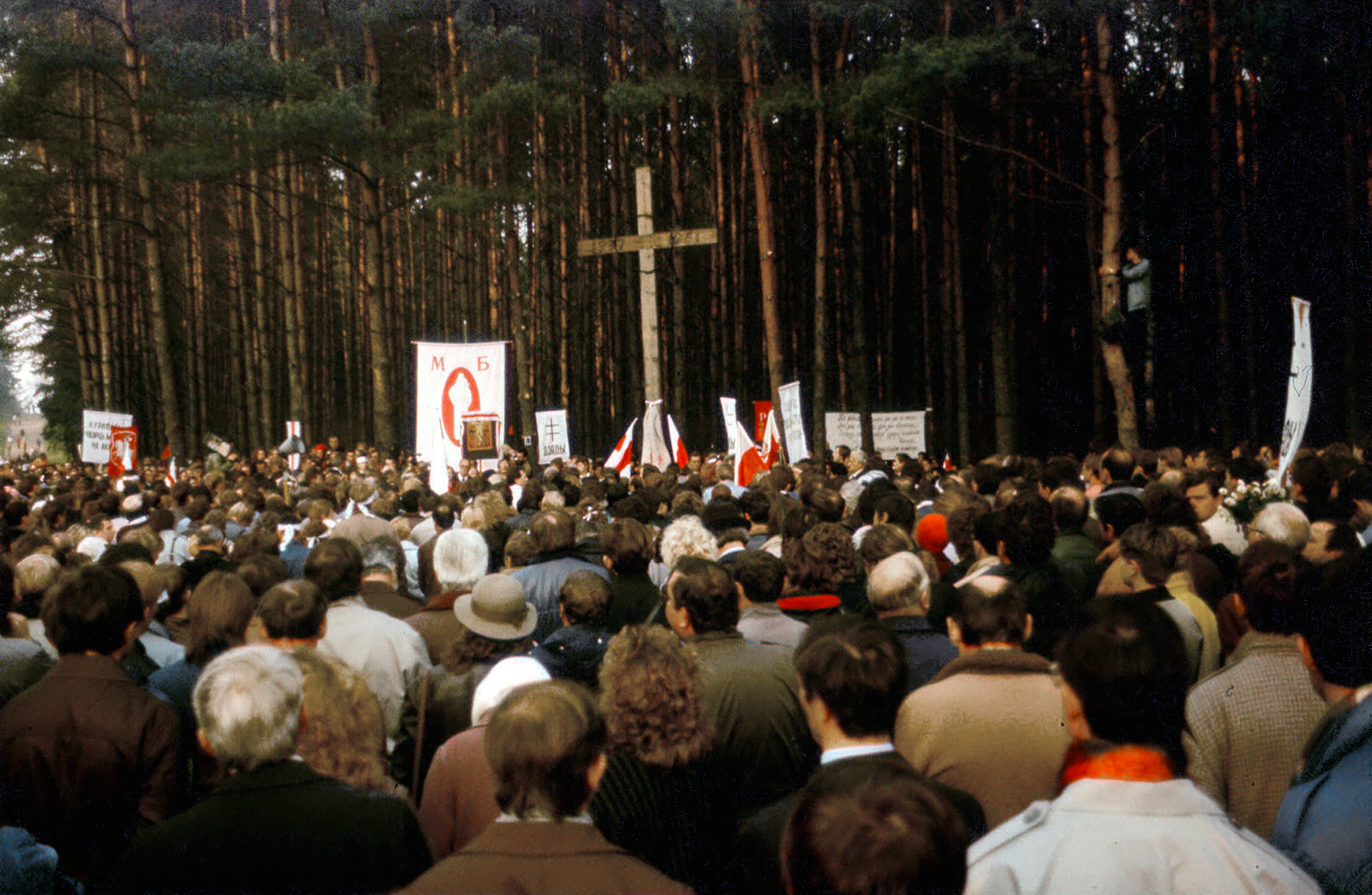
Versammlung in Kurapaty, 1989
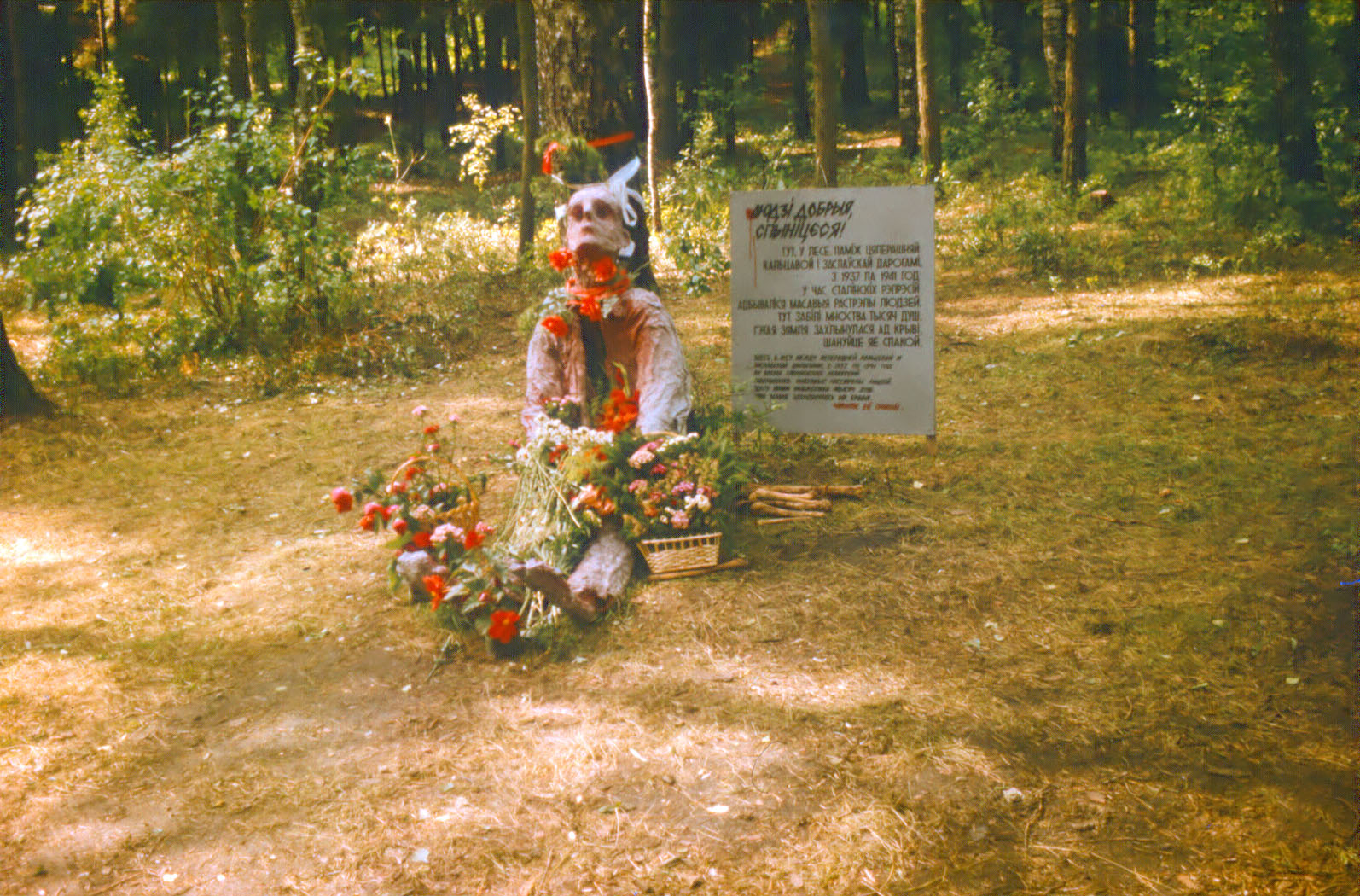
Kurapaty, 1989

## Verwandte Themen
- Geschichte von Belarus
- Großer Terror
- Massaker von Katyn